# Pareas nigriceps
Pareas nigriceps — вид неотруйних змій з родини Pareatidae.

## Поширення
Ендемік Китаю. Трапляється лише у горах Гаолігон у провінції Юньнань на півдні країни.

## Опис
Тіло завдовжки до 52 см. Хвіст становить 22 % довжини тіла. Забарвлення тіла коричневе з численними вертикальними чорними смужками. Верх голови чорний; по боках голови по великій овальній чорній плямі.